# Saint-Just (Cher)
Saint-Just is een gemeente in het Franse departement Cher (regio Centre-Val de Loire) en telt 558 inwoners (1999). De plaats maakt deel uit van het arrondissement Bourges.

## Geografie
De oppervlakte van Saint-Just bedraagt 15,1 km², de bevolkingsdichtheid is 37,0 inwoners per km².
De onderstaande kaart toont de ligging van Saint-Just (Cher) met de belangrijkste infrastructuur en aangrenzende gemeenten.

## Demografie
Onderstaande figuur toont het verloop van het inwonertal (bron: INSEE-tellingen).